# Philipp Joseph Jenisch
 Philipp Joseph Jenisch (* 1671 in Marbach am Neckar; † 20. Juni 1736 in Blaubeuren) war ein deutscher Architekt und Baumeister.

## Leben
Mit 18 Jahren begann Jenisch 1689 als Stipendiat des  Evangelischen Stifts an der Universität Tübingen das Magisterstudium, dem sich das Studium der Theologie anschloss. Zehn Jahre später begann Jenisch – großzügig unterstützt von Herzog Eberhard Ludwig – an der Universität Altdorf Mathematik zu studieren. Nach erfolgreichem Abschluss ging Jenisch, weiterhin gefördert vom württembergischen Hof, nach Italien, um dort seine Architekturstudien zu vervollständigen.
1703 kehrte Jenisch nach Deutschland zurück und ließ sich in Stuttgart nieder. Als er im darauffolgenden Jahr den Entwurf für den Fürstenbau am Erlachhof dem späteren Residenzschloss Ludwigsburg ablieferte, wurde er durch den Herzog persönlich zum Landbaudirektor ernannt. Später erfolgte noch die Berufung zum Professor am Stuttgarter Gymnasium.
Der Beginn der Residenz Ludwigsburg war ein kleines Schloss, dessen Grundstein am 7. Mai 1704 gelegt wurde. Herzog Eberhard Ludwig bestimmte selbst am 11. Mai 1705 den Namen Ludwigsburg. Jenisch zeichnete nur für das Erdgeschoss des Hauptgebäudes verantwortlich. 1707 trat er die Verantwortung an seinen Kollegen Johann Friedrich Nette ab, welcher bis zu seinem Tode am 9. Dezember 1714 für die Bauzeit als leitender Architekt verantwortlich zeichnete. Ihm wiederum folgte Donato Giuseppe Frisoni im Amt nach.
Zwischen 1705 und 1714 entstand unter Jenischs Leitung eine breit angelegte Kaserne, die aber nach Bauende als Waisenhaus genutzt wurde.
1727 legte Jenisch alle seine Ämter nieder und wechselte ins evangelische Kloster Blaubeuren über. Seine letzten Jahre widmete Jenisch dort – neben seinen mathematischen Studien – der Leitung des Klosters und der Klosterschule als Abt. Als solcher starb er im Alter von ungefähr 65 Jahren am 30. Juni 1736.